# Orellana
Orellana  (лат.) — род певчих цикад. Встречаются в Южной Америке. 6 видов. В лапках по три тарзомера, первый из них иногда виден только вентрально. Крыловые жилки M и CuA частично соединены у основания; передние крылья прозрачные. Относительно крупные цикады, яркоокрашенные, обладают уникальными, сильно выступающими краями переднеспинки. Род был впервые выделен в 1905 году английским энтомологом Уильямом Лукасом Дистантом (1845—1922; Distant W. L.) на основании типового вида Zammara columbia Distant, 1881. Вид Orellana castaneamaculata имеет длину от 3 до 5 см.

## Виды
В роде Orellana 6 видов:
- Orellana bigibba Schmidt, 1919 — Бразилия[4]
- Orellana brunneipennis Goding, 1925 — Эквадор (El Oriente) (или в составе рода Zammara)
- Orellana castaneamaculata Sanborn, 2010 — Колумбия (Magdalena[?])[3]
- Orellana columbia (Distant, 1881) — Колумбия (Medellin; описан как Zammara)
- Orellana pollyae Sanborn, 2011 — Бразилия[5]
- Orellana pulla Goding, 1925 — Эквадор (или в составе рода Zammara)[6]